# Kàniv
Kàniv (en ucraïnès: Канів , IPA: [ˈkɑn⁽ʲ⁾iu̯]) ciutat situada al raion de Txerkassi, província de Txerkassi al centre d'Ucraïna. La ciutat descansa sobre el riu Dnièper, i és també un dels principals ports fluvials interiors del Dnièper. Acull l'administració de la hromada urbana de Kàniv, una de les hromades d'Ucraïna. Població: 23.503 (2021).
Kàniv és una ciutat històrica que va ser fundada al segle xi pel príncep de Kíev Iaroslav el Savi. Aquesta agradable ciutat és coneguda avui sobretot pel lloc de sepultura de Taràs Xevtxenko, el gran poeta i artista ucraïnès.
Pintoresca i antiga, Kàniv va ser una de les ciutats més grans de la Rus de Kíev. En aquella època, era un lloc avançat utilitzat per a reunions diplomàtiques entre prínceps rutens i ambaixadors de tribus militants. Més tard, al segle xviii, va esdevenir una destinació popular per als cosacs d'edat avançada, que volien viure els seus dies a la vora del gran riu Dnièper., i a la muntanya Txernetxa, on, segons la llegenda, hi havia un monestir en el passat. La muntanya segueix sent un dels llocs més importants de Kàniv, que atrau milers de turistes a la ciutat. Avui és més famós com a lloc d'enterrament del famós poeta i pintor ucraïnès Taràs Xevtxenko, considerat un fundador de la literatura ucraïnesa moderna, que es troba al turó de Taràs amb vistes al Dnièper. La reserva de Kàniv és la reserva històrica i cultural més antiga d'Ucraïna. La primavera és la millor època per visitar el turó Tarasova. En aquesta època, el territori està ben cuidat i ple de flors.
La indústria de la ciutat inclou la central hidroelèctrica de Kàniv situada al pantà de Kàniv al Dnièper, fruites i verdures, fàbrica de condiments, gran fàbrica de llet i formatge, processament d'aus de corral.

## Història

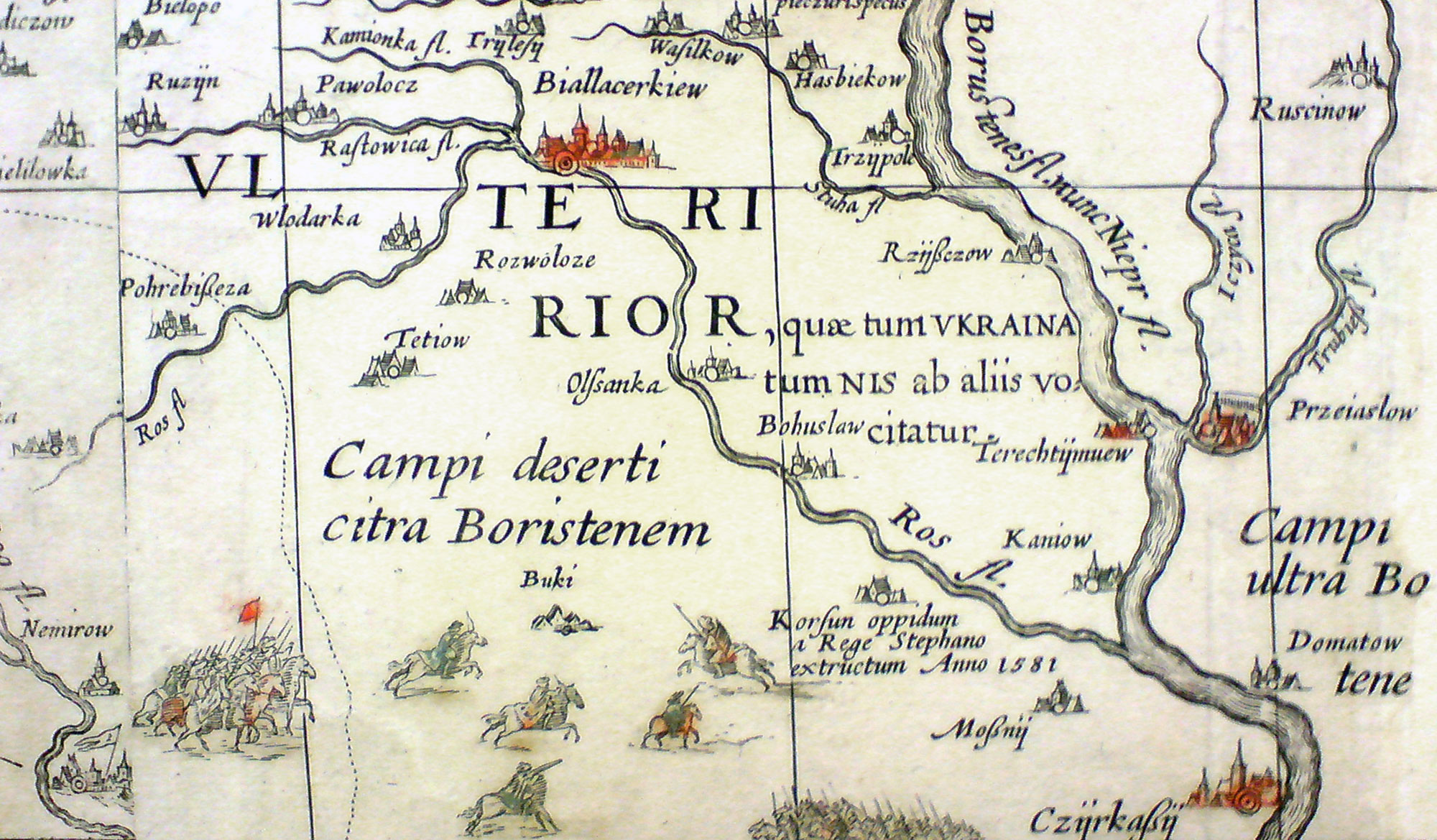
Kàniv (Kaniów) al mapa de Radziwiłł (1613)

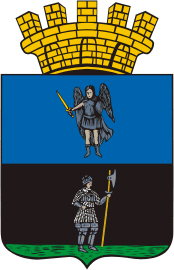
Escut de Kàniv sota l'Imperi Rus (1852).

Es desconeix la data d'establiment de la ciutat. Va ser esmentada per primera vegada al monestir Paterikon de les Coves de Kíiv al segle XI on s'esmenta el trasllat de pintors d'icones de Constantinoble durant el govern de Vsèvolod de Kíev. La primera menció de Kàniv a les cròniques data del 9 de juny de 1144 quan el Gran Príncep de Kíev Vsèvolod II de Kíev va fundar aquí l'Església de Sant Jordi (catedral de la Dormició). A les cròniques també s'esmenta que l'any 1149 el Gran Príncep de Kíev Iuri Dolgoruki després de conquerir Kíev va nomenar el seu fill Gleb com a príncep a Kàniv. La ciutat també va ser esmentada més tard a les cròniques sovint en relació amb les incursions als cumans. Entre els prínceps rutens assassinats a la batalla del riu Kalka el 1223, hi havia esmentat el príncep Sviatoslav de Kàniv.
Les excavacions arqueològiques van indicar que un assentament eslau anterior ja existia prop de Kàniv abans del segle x. A més, alguns documents indiquen l'existència del monestir de la Santa Dormició Kàniv al segle XI.
No hi ha informació definitiva sobre la font i el significat del nom de la ciutat; suposadament el seu nom es deriva del sobrenom personal Kanya ('buzard'). MPYanko al seu diccionari toponímic d'Ucraïna diu que el nom deriva de la paraula turca que significa el lloc de kan. També hi ha moltes altres hipòtesis sobre el nom de la ciutat.
A partir de mitjan segle XII, Kàniv va esdevenir una gran ciutat i va tenir un paper destacat a la Rus de Kíev (estat ruteni) on va ser un centre d'un principat infantat dins del principat de Kíev. Fins al segle xiii, la part central de Kàniv era l'anomenada "ciutat hel·lènica" situada a la muntanya Moskovka.
Segons fonts històriques populars, l'any 1239 la ciutat va ser conquistada i arrasada pels mongols.
Kàniv ha estat esmentat en l'informe de Giovanni da Pian del Carpine després del seu viatge de 1245 a l'Imperi Mongol. A l'informe s'esmenta la ciutat com a una població tàrtara.
A l'Edat mitjana es trobava al camí dels varegs als grecs. Inicialment part de la Rus de Kíev, el 1362 va ser annexada pel Gran Ducat de Lituània. Al segle xiv, el Gran Príncep de Lituània Vytautas va construir a Kàniv un castell que va existir fins al 1768.
El 1431, va passar a formar part del voivodat de Kíev de Lituània. Va ser saquejada pels turcs otomans el 1458. El 1569, Kàniv va passar sota el domini de Polònia, i també va ser un dels centres de la cultura cosaca i la vida militar. El 1600, va rebre els drets de Magdeburg, però la prosperitat de la ciutat es va aturar per successives plagues, incendis i disturbis cosacs. Kaniow era una ciutat reial de la Polònia Menor de la província de la Corona Polonesa. Durant el Diluvi, la ciutat va ser capturada per les forces de Bohdan Khmelnitski el 1648.
El 1648-78 la ciutat va ser el centre del regiment de Kàniv, la formació cosaca que es va establir molt abans de l'aixecament de Khmelnitski com a part de les formacions de cosacs registrades poloneses. El 1662, les forces de la riba dreta de Iuri Khmelnitski, amb el suport de les tropes poloneses i tàrtares de Crimea, van ser derrotades a la batalla de Kàniv per les forces russes de Grigori Romodanovski i els cosacs de la riba esquerra de Jakim Somko. El 1678 el regiment de Kàniv va ser envaït pels turcs i la seva administració va ser transferida a Bohuslav. El 1768, va ser capturat per un dels líders de la Koliivstxina, Maksim Zalizniak. Com a efecte d'un pogrom, la majoria dels szlachta i dels jueus locals van ser assassinats.
El 1775 Kàniv es va convertir en propietat personal del rei de Polònia Stanisłau August Poniatowski que el 1777 la va regalar al seu nebot S. Poniatowski. El 1787, Kàniv va rebre la visita de Caterina II. Es va reunir allí amb el rei polonès Stanislau August Poniatowski.
Després de la Segona Partició de Polònia el 1793 la ciutat amb grans parts d'altres territoris va passar sota el control de l'Imperi Rus. L'any 1800 Poniatowski va vendre una part més gran de la ciutat a l'arximandrita del monestir de Sant Basili el Gran de Kàniv B.Fizikiewicz que al seu torn va llegar la seva propietat a l'escola local de l'orde de Sant Basili el Gran.
Durant les últimes etapes de la Gran Guerra, l'11 de maig de 1918, la ciutat va ser la seu de la batalla de Kaniow, en la qual les forces del 2n Cos polonès i les legions poloneses sota Józef Haller de Hallenburg no van aconseguir trencar les línies AustroAlemanyes al costat rus. Durant la Segona Guerra Mundial, Kàniv va ser escenari del descens tràgicament infructuós de paracaigudistes soviètics.
El 1978, Oleksa Hirnyk es va cremar fins a la mort, a un turó prop de la tomba de Xevtxenko en protesta per la russificació. El 2007, va ser honrat com a Heroi d'Ucraïna.
Reconstruït el 1966–70, des del 1972 l'edifici de la catedral de la Dormició albergava el recentment establert museu d'art popular de Kàniv. Després de la dissolució de la Unió Soviètica, l'església va passar a la comunitat ortodoxa de Pasqua del Patriarcat de Moscou, mentre que el museu va ser traslladat a un altre antic edifici religiós que solia pertànyer a l'orde ucraïnesa de Sant Basili el Gran.
Fins al 18 de juliol de 2020, Kàniv va ser designada com a ciutat d'importància óblast i no pertanyia a Kàniv Raion tot i que era el centre del raion. Com a part de la reforma administrativa d'Ucraïna, que va reduir el nombre de raions de l'óblast de Txerkassi a quatre, la ciutat es va fusionar amb el raion de Txerkassi.

## Estat administratiu
Kàniv és el centre administratiu del raion de Kàniv. No obstant això, la ciutat és una ciutat de subordinació de l'óblast, per la qual cosa està subjecta directament a les autoritats de l'óblast més aviat a l'administració del raion allotjada dins de la mateixa ciutat.

## Monuments i fites
- Turó de Taràs: lloc d'enterrament del poeta i artista ucraïnès Taràs Xevtxenko
- Tomba i museu de Taràs Xevtxenko
- Monument a Oleg Koshevoy, un heroi de la Unió Soviètica
- Museu d'Arkadi Gaidar
- Central hidroelèctrica de Kàniv (HPS)
- Parc Memorial de la Segona Guerra Mundial;
- Monument a Sant Makariy de Kàniv;
- Carreró de la Glòria (Parc Slavy);

## Relacions Internacionals

### Ciutats agermanades
Kàniv està agermanada amb:
| ciutat                              | País         | Any de la signatura |
| ----------------------------------- | ------------ | ------------------- |
| Viersen, Renània del Nord-Westfàlia | Alemanya     |                     |
| Sonoma, Califòrnia                  | Estats Units |                     |
| Lambersart, Nord-Pas-de-Calais      | França       |                     |
| Człuchów                            | Polònia      |                     |

## Galeria

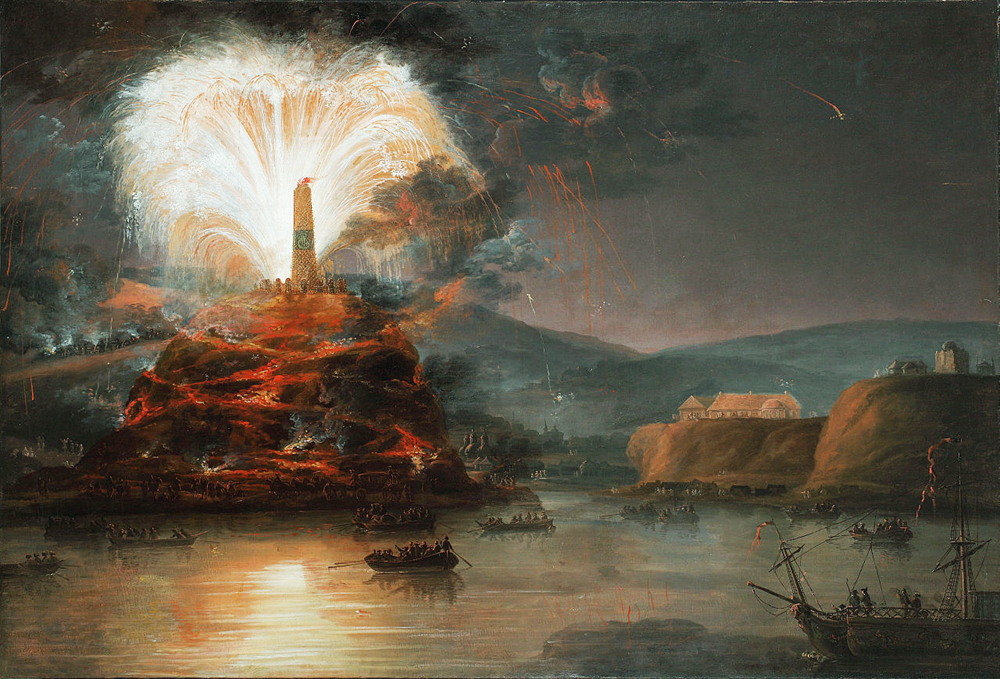
Els "focs artificials de 1787 en honor a Caterina II" de Jan Bogumi Plersz
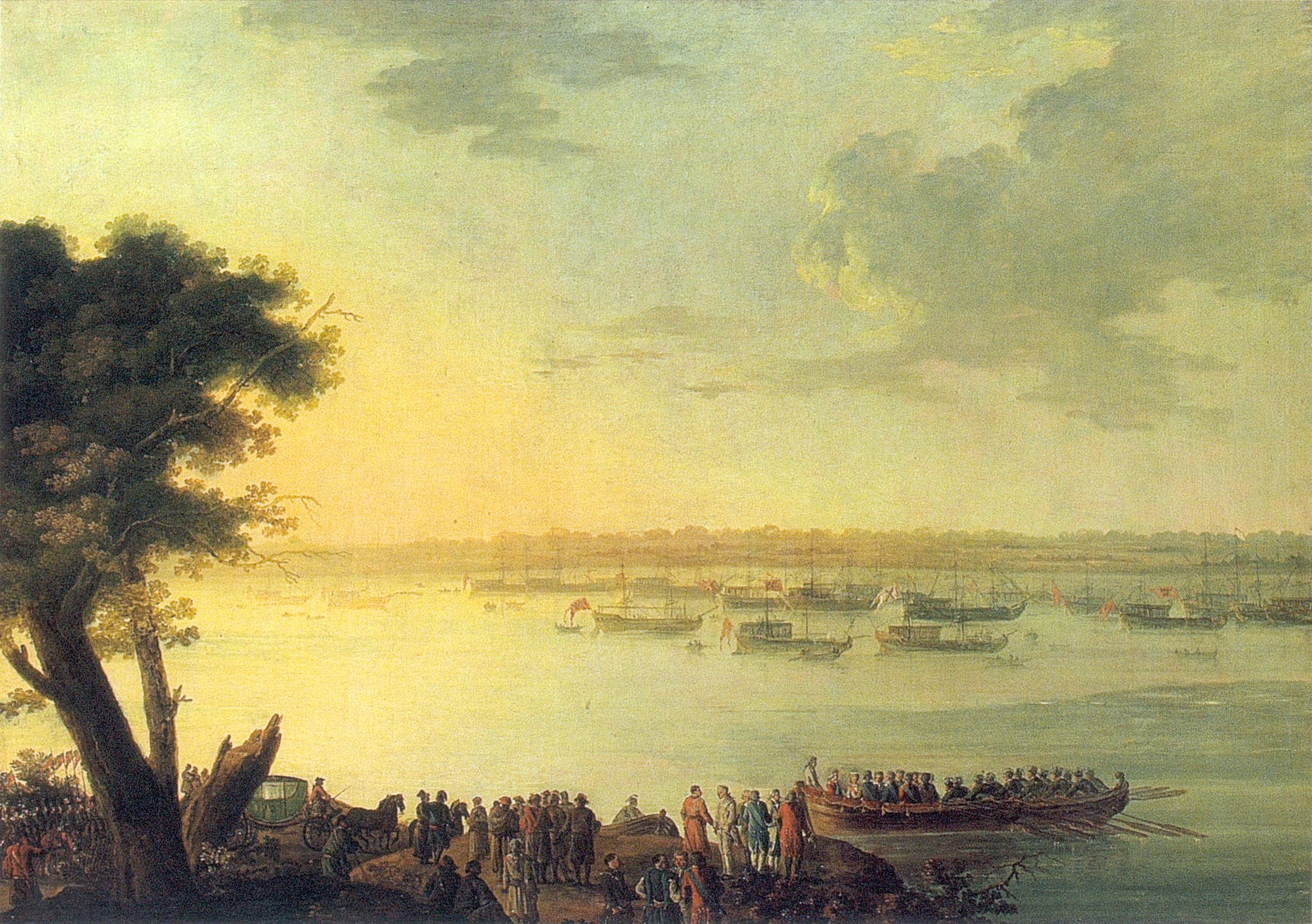
Caterina II abandona Kàniv el 1787, Jan Bogumił Plersch.
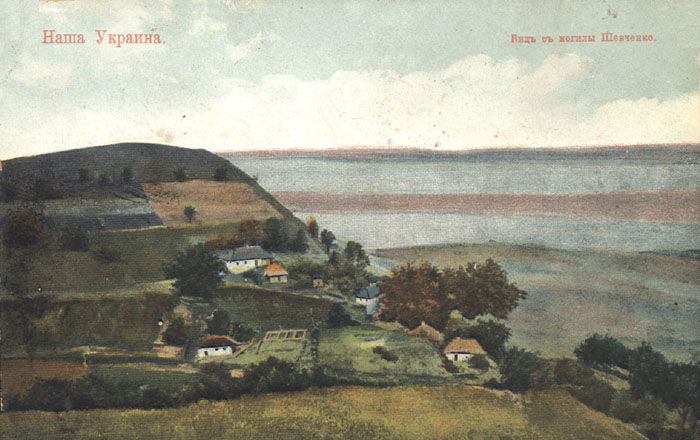
La postal del segle xix diu en rus "La nostra Ucraïna. Vista des de la tomba de Xevtxenko"
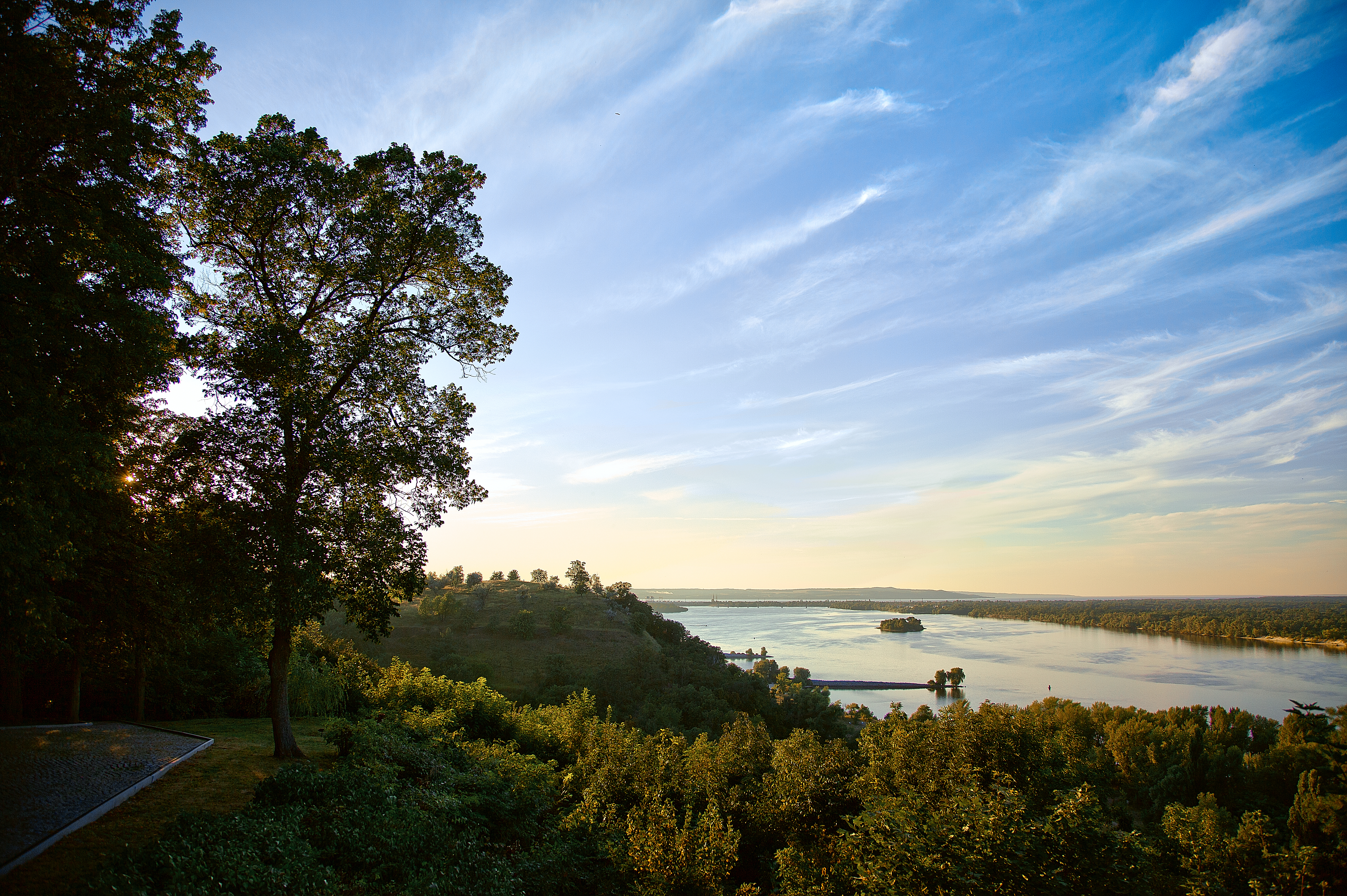
Riu Dnièper a Kàniv
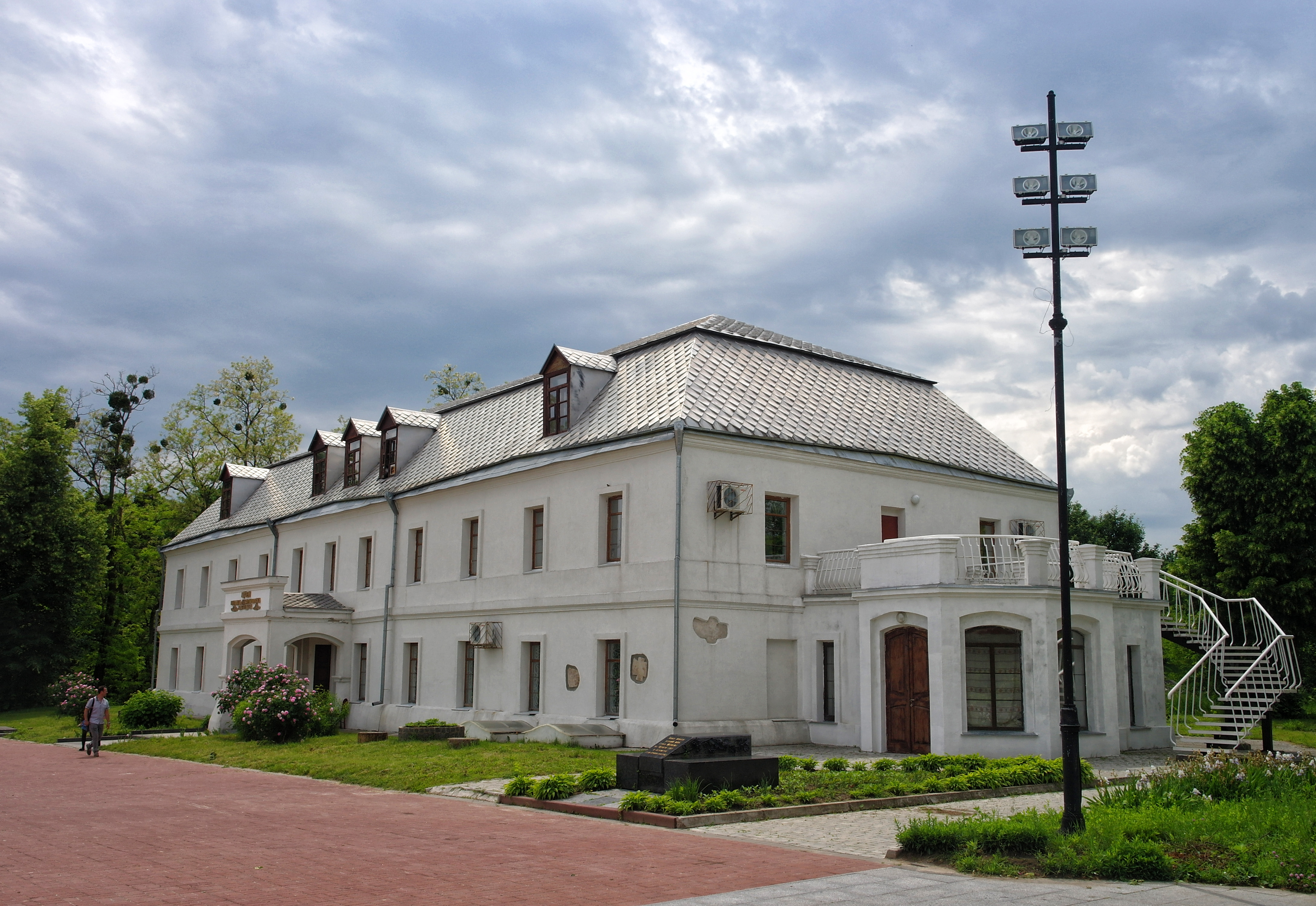
Museu d'art popular de Kàniv (antiga escola de l'orde de Sant Basili el Gran)
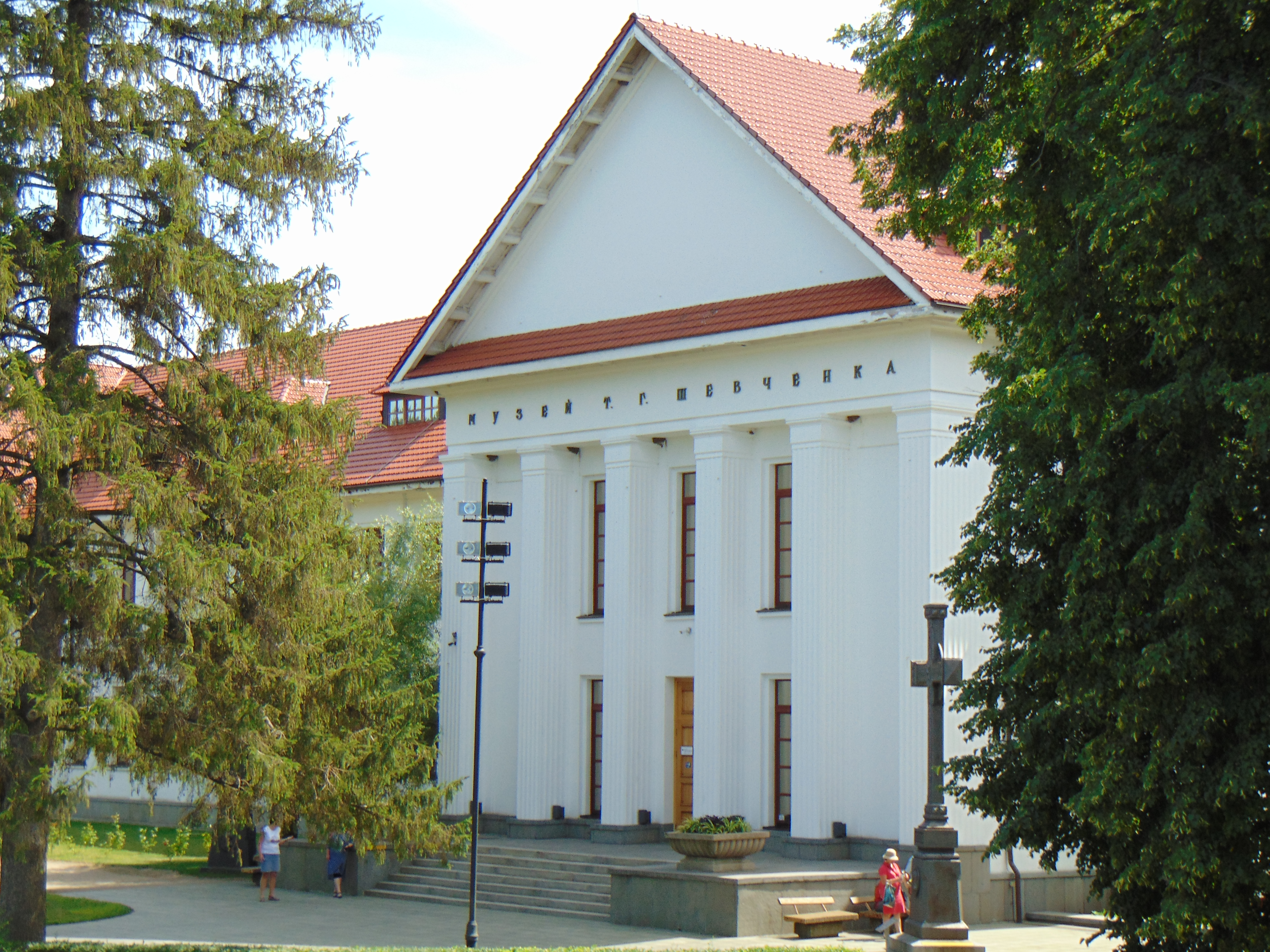
Museu Taràs Xevtxenko